# Вулиця Раїси Окіпної (Київ)
Ву́лиця Раї́си Окі́пної — вулиця в Дніпровському районі міста Києва, житловий масив Лівобережний (історична назва — Микільська слобідка). Пролягає від вулиці Євгена Сверстюка та площі Сергія Набоки до мосту через Русанівський канал, що сполучає вулицю з Русанівською набережною.
Прилучаються Русанівський канал і вулиця Флоренції.

## Історія
Вулиця виникла в 1-й третині XX століття під назвою Ярмаркова. Сучасна назва на честь української актриси та підпільниці Раїси Окіпної — з 1965 року. Теперішня забудова — 1970-х років, однак ряд будинків було збудовано в 2000-х роках.

## Установи та заклади
- 2 — Готель «Турист», готель «Адрія»
- 3 — Психоневрологічний диспансер, денний стаціонар № 1
- 6 — середня загальноосвітня школа № 128

## Зображення

№ 2 – готель «Турист»
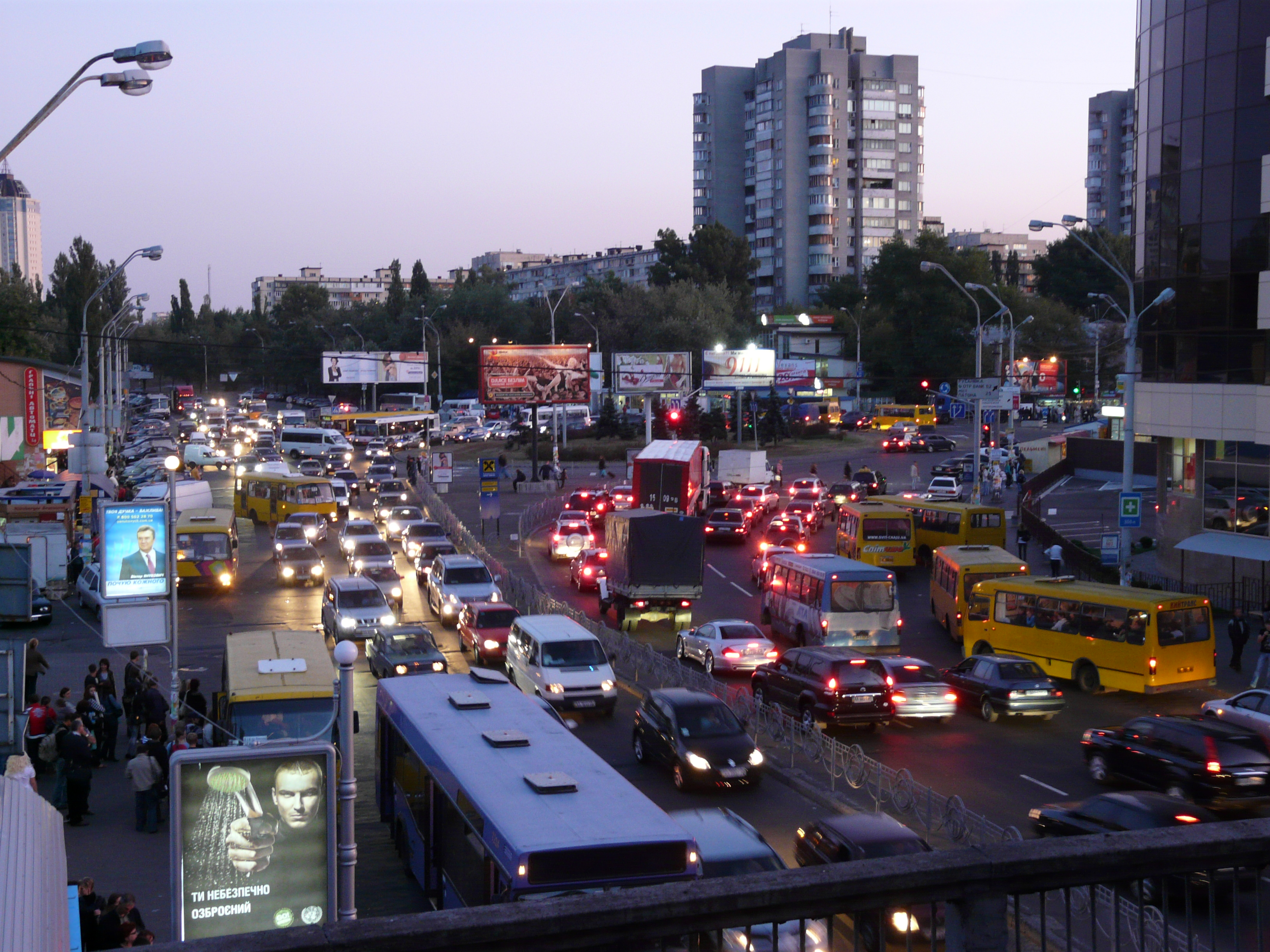
Вигляд на площу Сергія Набоки, вулиця Раїси Окіпної відходить направо
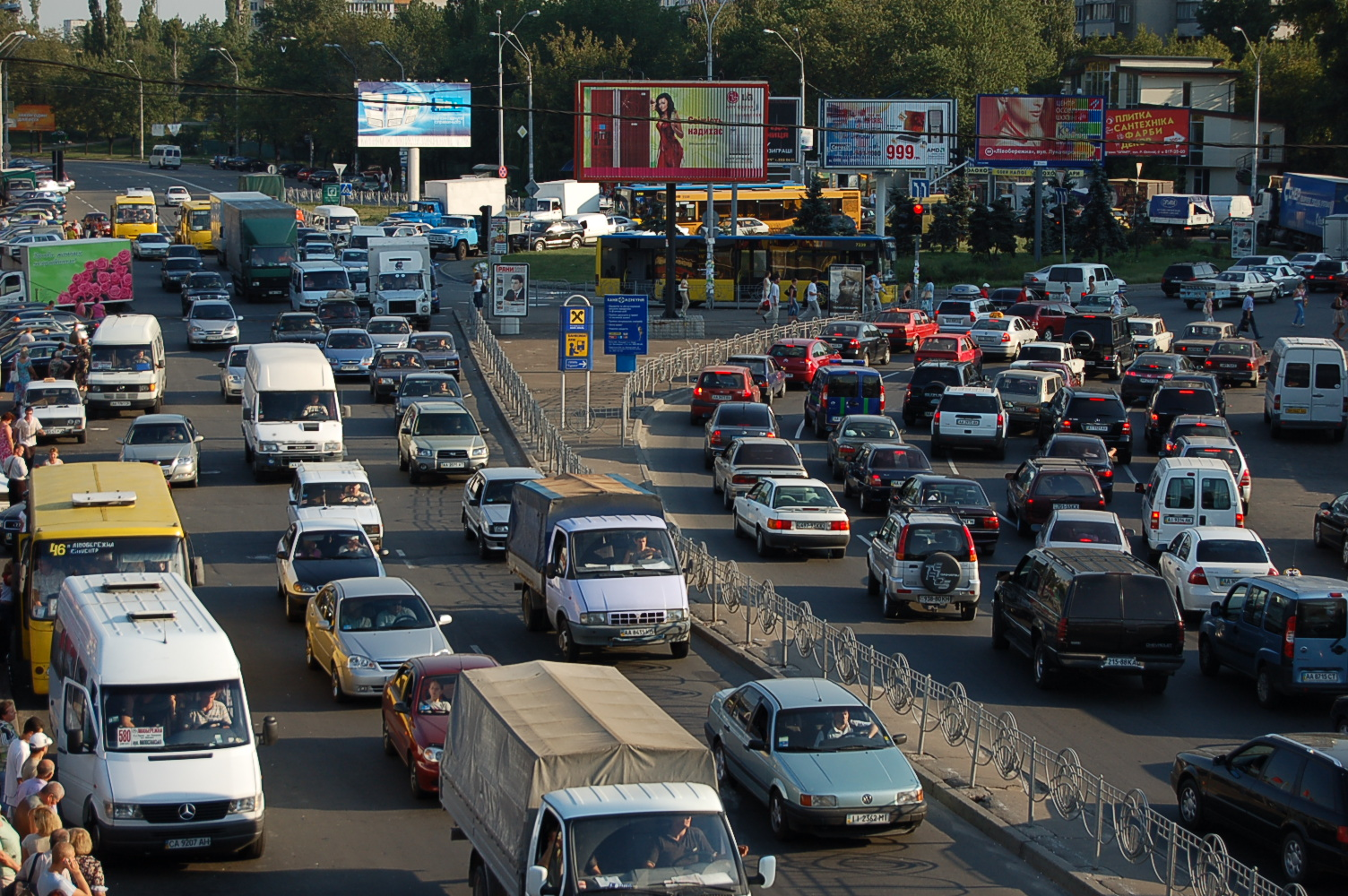
Транспортний потік біля метро «Лівобережна» на площі Сергія Набоки на перехресті вулиць Євгена Сверстюка та Раїси Окіпної.
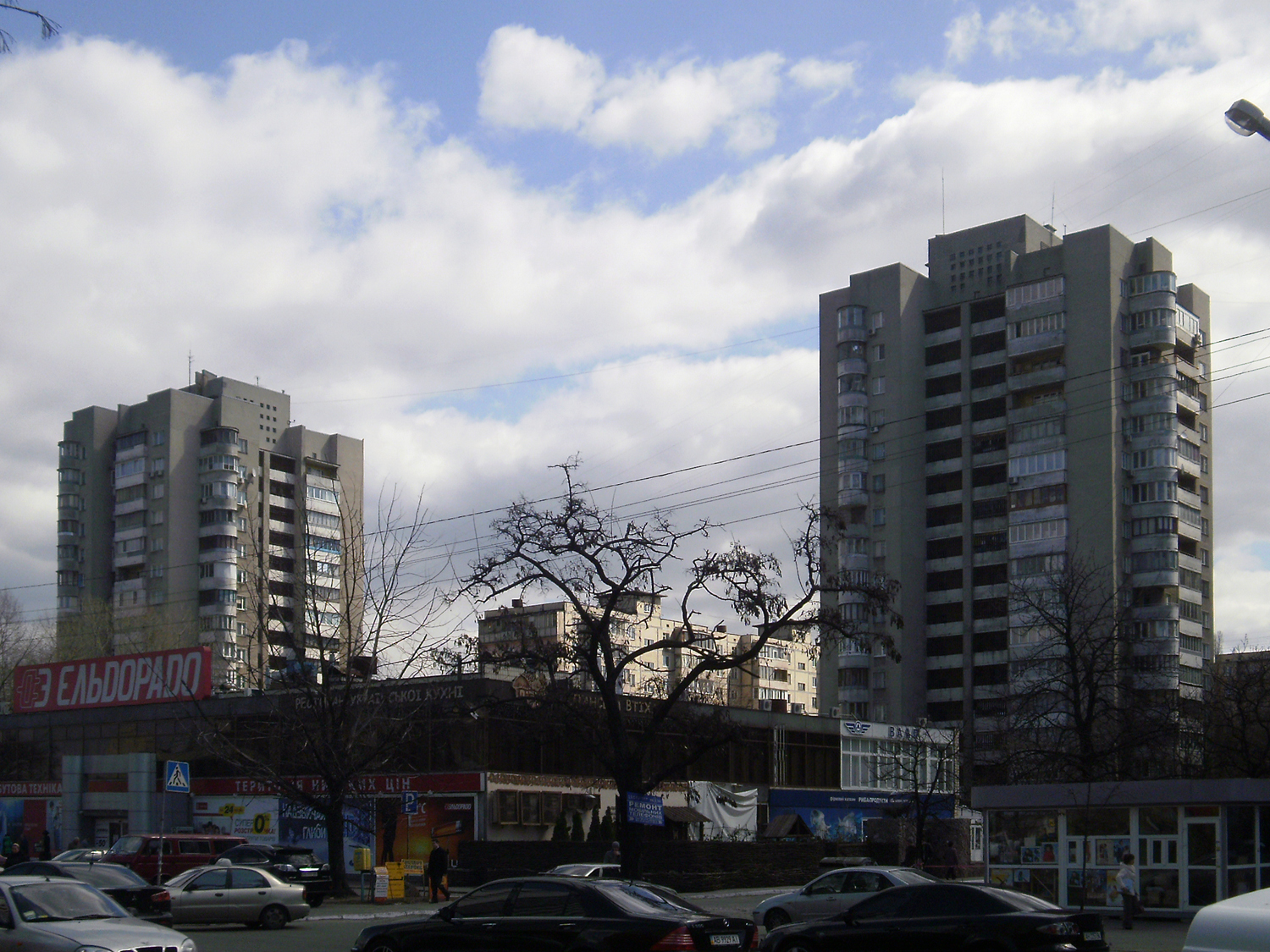
№№ 1 (1986) і 3а (1981) — 16-поверхові будинки архітектора В. Л. Суворова